# Centauros
Dans la mythologie grecque, Centauros ou Centaure (en grec ancien Κένταυρος / Kéntauros) est le fils d'Ixion et de Néphélé, un nuage auquel Zeus avait donné la forme d'Héra. Il est l'ancêtre des Centaures. À l'instar d'Hercule ou de Thésée, c'est un demi-dieu.
Il est cité par Pindare, qui dit « qu'il n'eut de part d'honneur ni chez les hommes ni dans le monde des dieux ». Son apparence n'est pas décrite, mais elle est sans doute humaine : en effet, il s'unit aux juments de Magnésie, au pied du mont Pélion, pour donner naissance à une race qui ressemble à son père par le haut, et à sa mère par le bas.
Cette version de la génération des centaures, peut-être une invention pindarique,, est aussi reprise par le pseudo-Apollodore et Philostrate.